# Antiestética
Antiestética es un libro del artista plástico Luis Felipe Noé que funda el nacimiento del Noé pintor como escritor. Fue publicado por primera vez en 1965 por el galerista y editor Franz Van Riel. La portada y la diagramación estuvieron a cargo de Juan Carlos Distéfano, entonces diseñador gráfico del Instituto Di Tella.
El texto se basa en las conversaciones que Noé mantuvo con los artistas de su grupo Nueva Figuración Ernesto Deira, Rómulo Macció y Jorge De la Vega), Kenneth Kemble (sobre el concepto de unidad de la obra), Luis Camnitzer y Gabriel Morera (la carta que se incluye al final del libro está dirigida a ellos).
El libro fue publicado nuevamente en 1988 y en el 2015 por Ediciones de la Flor.
1. ↑  Página12 (7 de agosto de 2017). «Pensar sobre la pintura y el mundo | Luis Felipe Noé: un recorrido por su vasta producción escrita». PAGINA12. Consultado el 7 de noviembre de 2022.
2. ↑  Biscia, Rodolfo (22 de julio de 2017). «Luis Felipe Noé: el arte como juego y una defensa tenaz de la pintura». infobae. Consultado el 7 de noviembre de 2022.
3. ↑  «Antiestética». www.luisfelipenoe.com (en inglés). Consultado el 7 de noviembre de 2022.

- Datos: Q115119980